# Karl August von Greiffenberg
Karl August von Greiffenberg (* 7. Februar 1738 auf Thümer bei Drewitz; † 11. Januar 1807 in Weimar) war ein preußischer Generalmajor und Chef des gleichnamigen Füsilierbataillons.

## Leben

### Herkunft
Seine Eltern waren der Erbherr auf Thümen Ernst August von Greiffenberg (1710–1798) und dessen Ehefrau Anna Friederike, geborene Schilling (1717–1777).

### Militärlaufbahn
Greiffenberg besuchte ab dem 14. Dezember 1752 das Berliner Kadettenhaus und wurde am 19. August 1756 als Gefreitenkorporal im Infanterieregiment „von Winterfeldt“ der Preußischen Armee angestellt. Während des Siebenjährigen Krieges kämpfte er in den Schlachten bei Prag, Roßbach, Leuthen, Liegnitz, Torgau und Freiberg sowie bei den Belagerungen von Prag, Breslau und Dresden. In dieser Zeit wurde er am 12. Mai 1757 Fähnrich und am 30. April 1760 Sekondeleutnant.
Nach dem Krieg wurde Greiffenberg am 26. Mai 1768 Premierleutnant und nahm 1778/79 am Bayerischen Erbfolgekrieg teil. Am 1. April 1779 wurde er Stabskapitän. Am 31. März 1784 kam er als Kapitän und Kompaniechef in das Garnisonsregiment „von Pirch“. Am 29. Mai 1787 wurde er in das Füsilierbataillon „Lieberoth“ mit Patent vom 1. April 1783 versetzt. Schon am 29. Juni 1788 wurde er Major der Westpreußischen Füsilierbrigade und am 1. Juni 1789 Chef des Füsilierbataillons Nr. 4. Am 15. Juni 1794 verlegte sein Bataillon nach Thorn. Am 14. Januar 1796 wurde er nun Oberstleutnant der 2. Warschauer Füsilierbrigade. Dann am 15. Juni 1798 avancierte Greiffenberg zum Oberst und kam kurz vor dem Vierten Koalitionskrieg zum Korps „Grawert“ in Oberschlesien. Am 20. Mai 1806 erhielt er seine Beförderung zum Generalmajor mit Patent vom 24. Mai 1806. Während des Krieges kämpfte er in der Schlacht bei Auerstedt, wo er schwer verwundet wurde. Er starb am 11. Januar 1807 in Weimar an den Folgen seiner Verletzungen.

### Familie
Er heiratete am 20. September 1792 in Bromberg Wilhelmine Henriette Herold (1776–1801). Das Paar hatte folgende Kinder:
- Karoline Henriette Charlotte (1793–1799)
- Ulrike Auguste Wilhelmine (* 1796)
- Julius Ferdinand (1800–1871), preußischer Hauptmann a. D. in der 6. Artilleriebrigade